# پوتوکودییروپو (مولایتیوو)
پوتوکودییروپو (به لاتین: Puthukkudiyiruppu) یک منطقهٔ مسکونی در سری‌لانکا است که در ناحیه مولایتیوو واقع شده‌است.